# 三洋貿易
三洋貿易株式会社（さんようぼうえき、英: Sanyo Trading Co.,Ltd.）は、東京都千代田区に本社を置くゴム・化学品商社である。合成ゴム・化学品などの原材料・副資材、自動車用内装部品などの産業資材、および機械や各種測定装置を主力商品とする。

## 年表
- 1947年5月 - 旧三井物産の解体に伴い、同社神戸支店有志により神戸を本店として資本金195千円をもって三洋貿易株式会社を設立
- 1964年11月 - 三洋貿易ビルを竣工し、本店を神戸から東京に移転
- 1973年1月 - 三洋機械工業株式会社を設立
- 2002年10月 - ニューリー・インスツルメンツ株式会社を吸収合併
- 2004年
  - 1月 - コスモス商事株式会社を買収し、100％出資の子会社とする
  - 10月 - 株式会社東知との共同出資にて、中国に三洋東知(上海)橡胶有限公司を設立
- 2006年
  - 4月 - 三洋テクノス株式会社を設立
  - 10月 - 株式会社ケムインターの株式を取得し、子会社とする
- 2012年10月 - 東京証券取引所 市場第二部に上場
- 2013年10月 - 東京証券取引所 市場第一部銘柄に指定
- 2016年
  - 2月 - 株式会社ソートの全株式を取得し、子会社とする
  - 7月 - 日本ルフト株式会社の全株式を取得し、子会社とする
- 2017年
  - 7月 - 日本フリーマン株式会社の全株式を取得し、子会社とする
  - 9月 - 三洋テクノス株式会社が三洋古江サイエンス株式会社に商号変更
  - 10月 - アズロ株式会社の全株式を取得し、子会社とする
- 2018年
  - 4月 - 株式会社ソートを吸収合併
  - 7月 - San-Thap International Co., Ltd. をSanyo Trading Asia Co., Ltd.（現・海外連結子会社）に商号変更
- 2019年
  - 5月 - 新東洋機械工業株式会社の全株式を取得し、子会社とする
  - 10月 - 株式会社ワイピーテックの全株式を取得し、子会社とする

## 事業所
- 本店 - 東京都千代田区神田錦町2-11
- 大阪支店 - 大阪府大阪市中央区本町3丁目5番7号　御堂筋本町ビル5階
- 名古屋支店 - 愛知県名古屋市中区錦1丁目5番13号　オリックス名古屋錦ビル4階
- 広島事務所 - 広島県広島市中区銀山町3-1　ひろしまハイビル21　14階
- 海外拠点 - 米国、中国、タイ、ベトナム、インド、メキシコ、インドネシア、シンガポール、ドイツ

## 主要子会社
- コスモス商事株式会社
- 三洋テクノス株式会社
- 三洋機械工業株式会社
- 日本ルフト株式会社
- 日本フリーマン株式会社
- 三洋ライフマテリアル株式会社
- 新東洋機械工業株式会社
- 株式会社ワイピーテック

## CSR
児童養護施設から社会に巣立つ子供たちの自立支援をサポートするため、認定NPO法人「ブリッジフォースマイル」の活動を支援している。